# Tipáza tartomány
Tipáza tartomány (ⵜⴰⵡⵉⵍⴰⵢⵜ ⵍ ⵜⵉⵒⴰⵣⴰ ,arab nyelven: ولاية تيبازة, Tibaza, régebbi Tefessedt) Algéria partja (wilaya), fővárosa Tipasa, Algéria fővárosától 50 km-re nyugatra.

## Leírás
A tartomány 10 kerületre oszlik (daïras), amelyek további 28 településre vagy önkormányzatokra vannak felosztva.

## Galéria

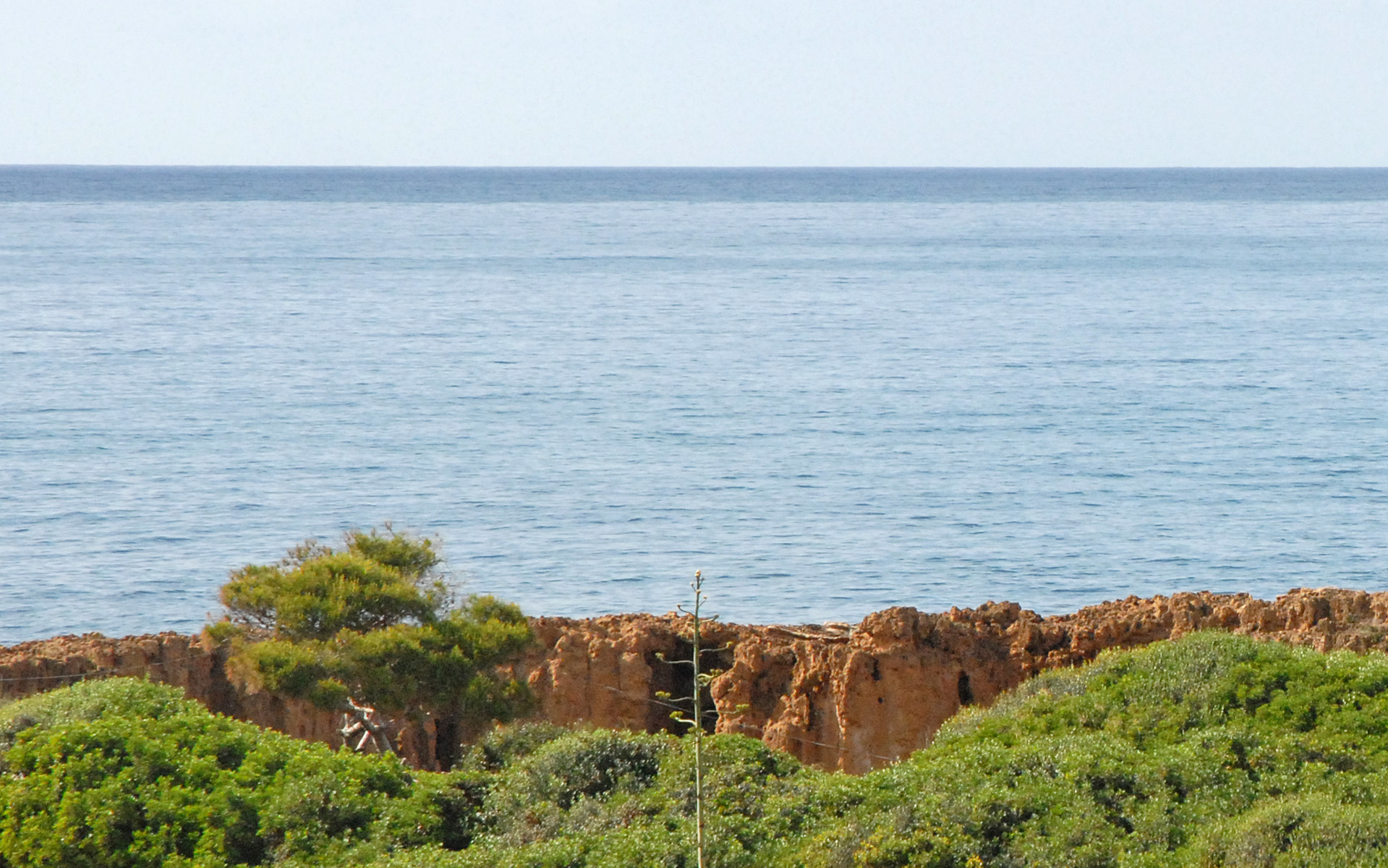
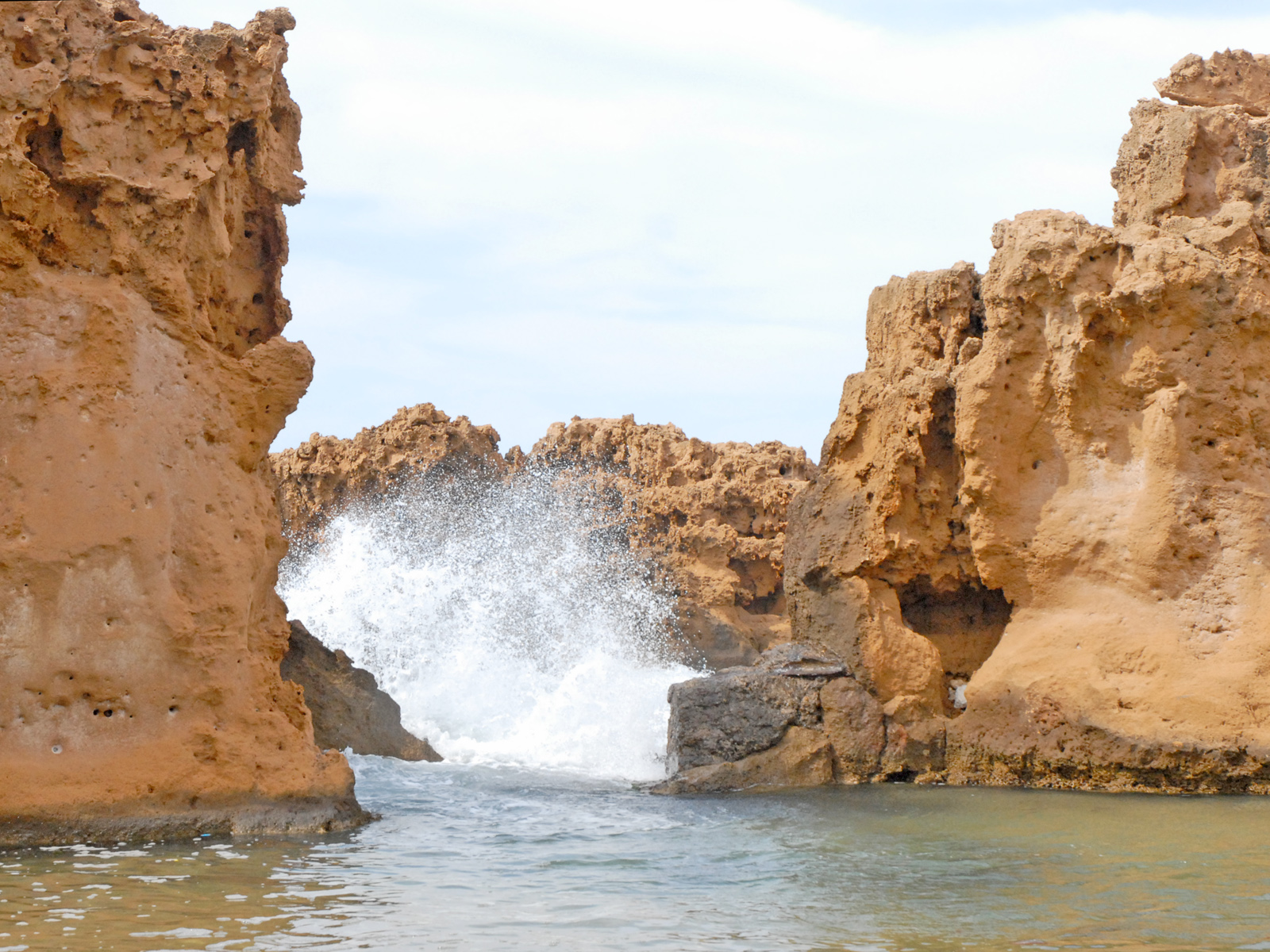
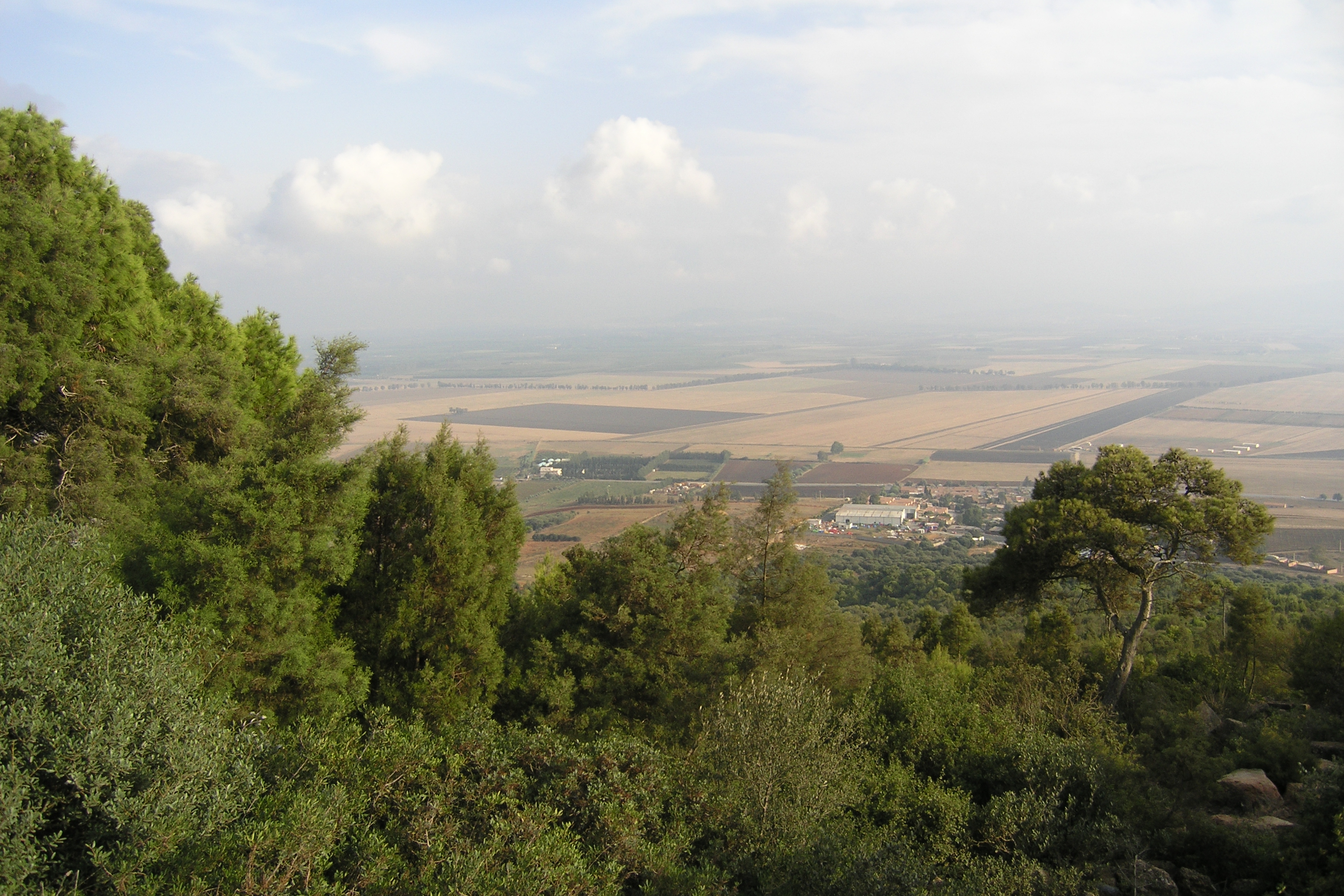
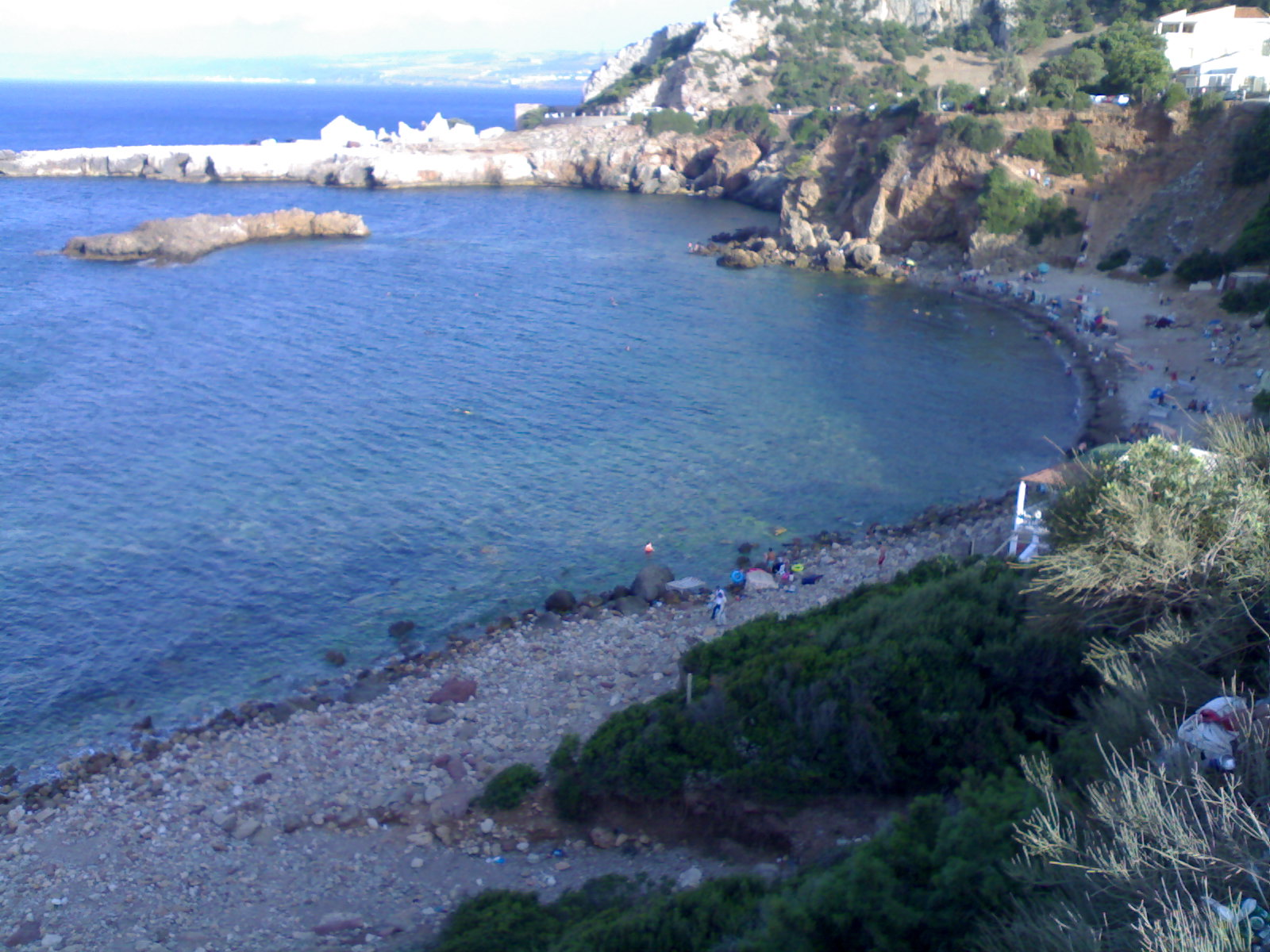
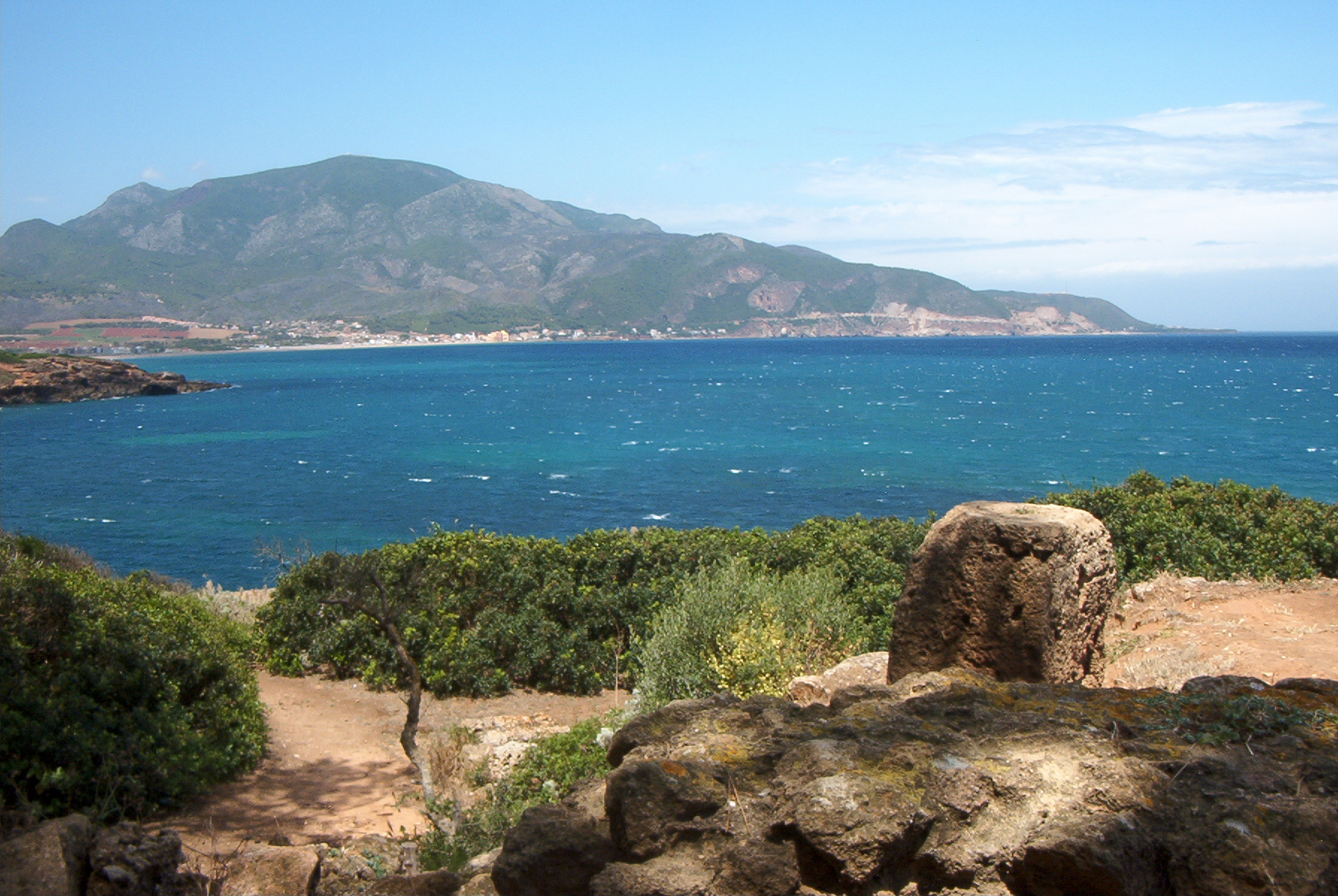
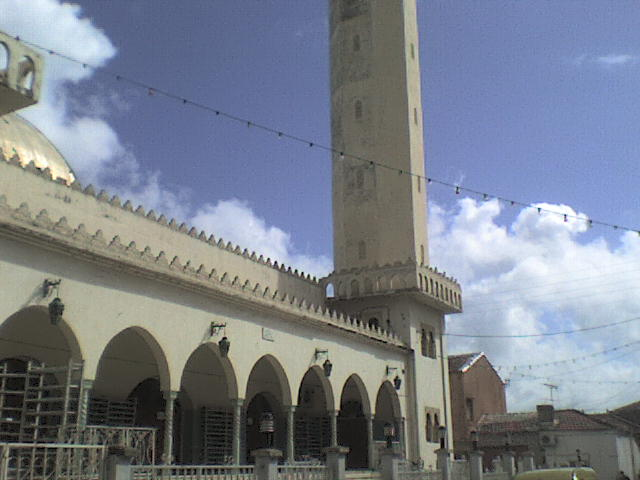
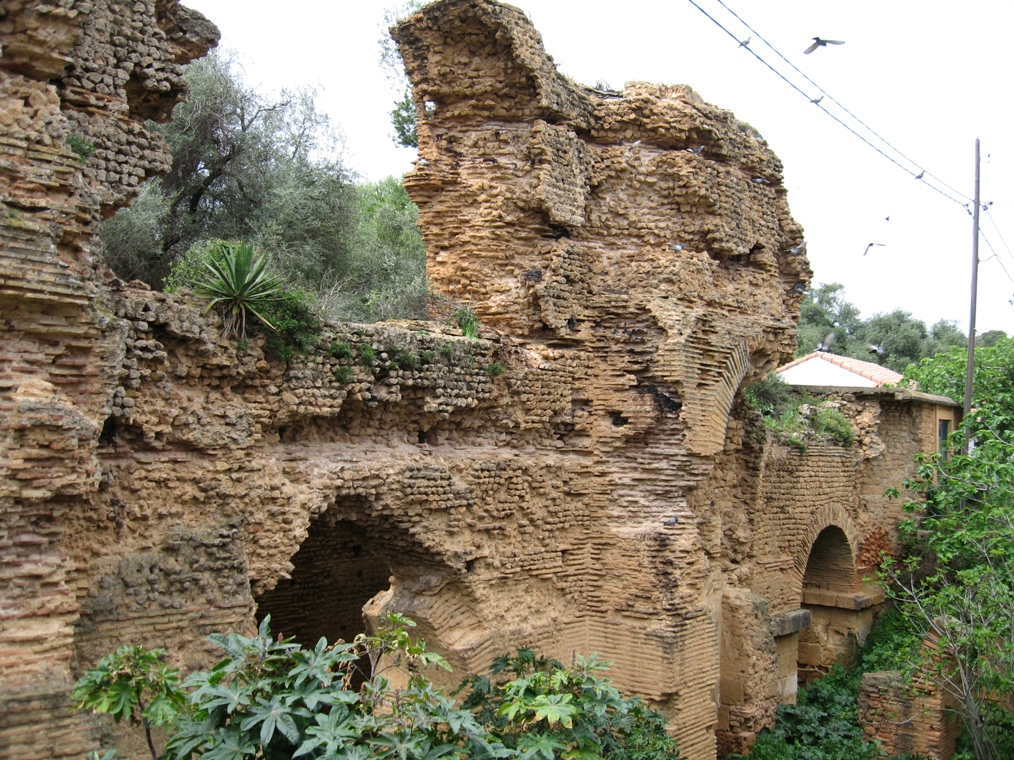

## Kerületek

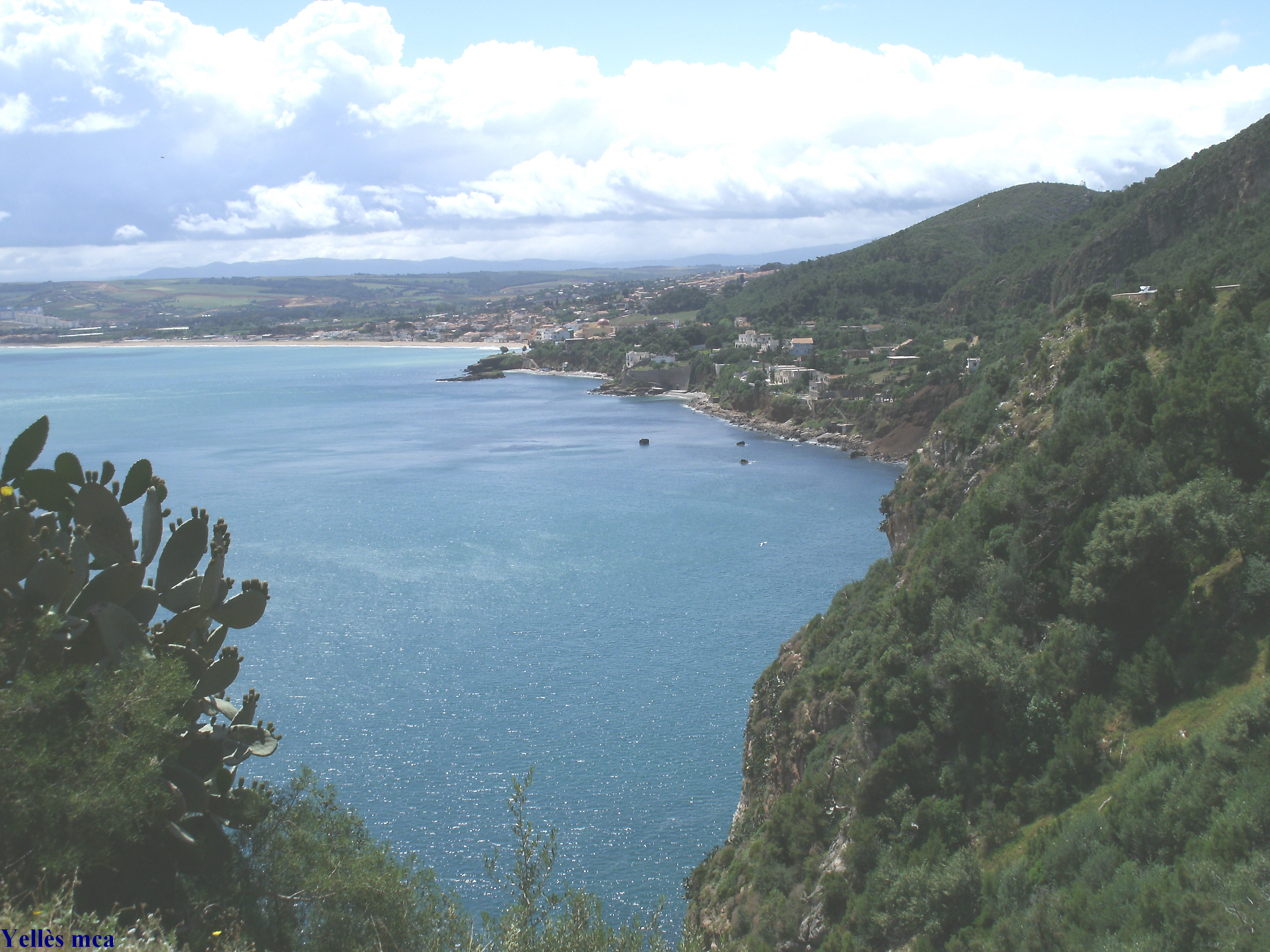
Cheryell

- Ahmer El Ain
- Bou Ismaïl
- Cherchell
- Damous
- Fouka
- Gouraya
- Hadjout
- Kolea
- Sidi Amar
- Tipaza

## Települések

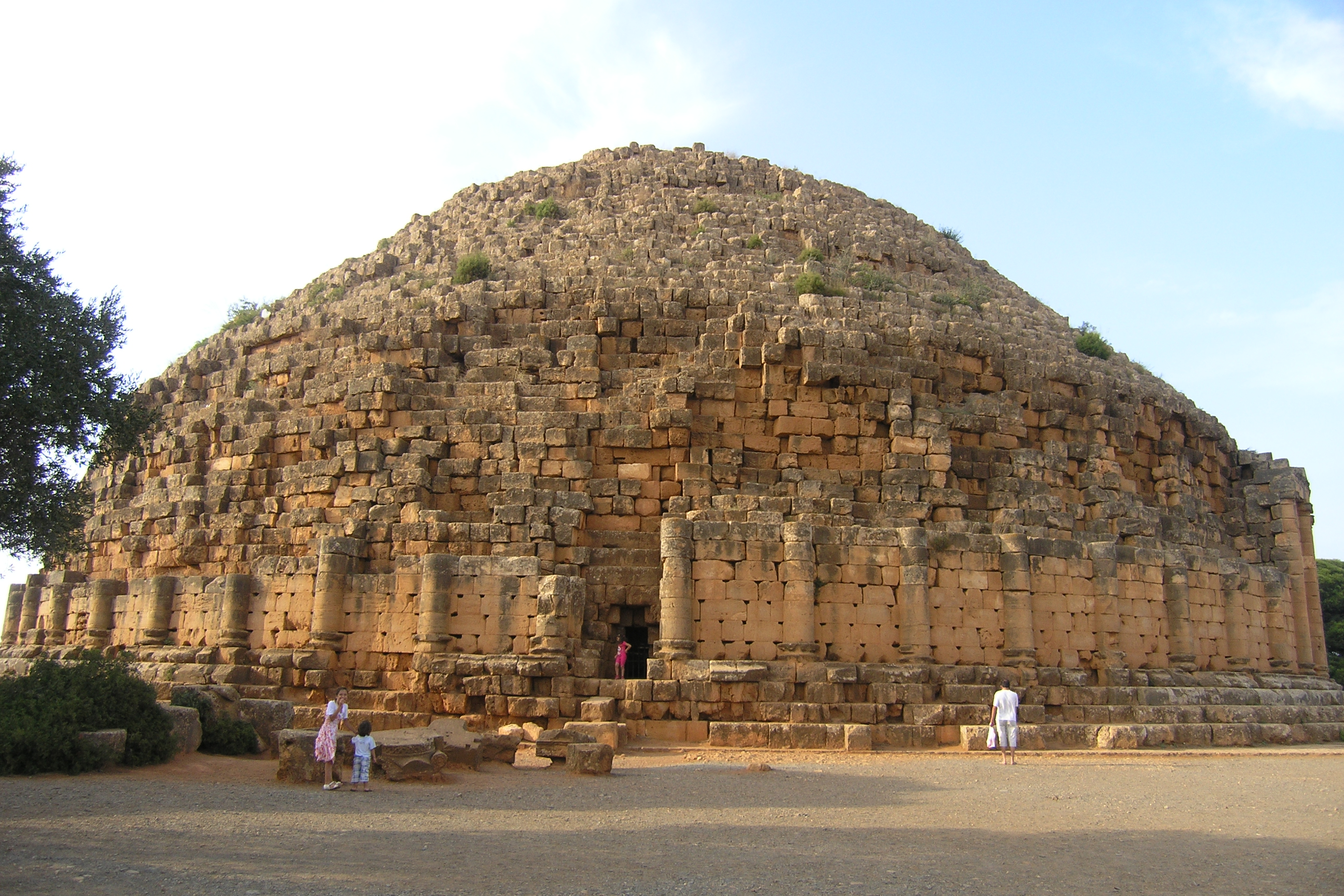
Mauzóleum, Maurétanie

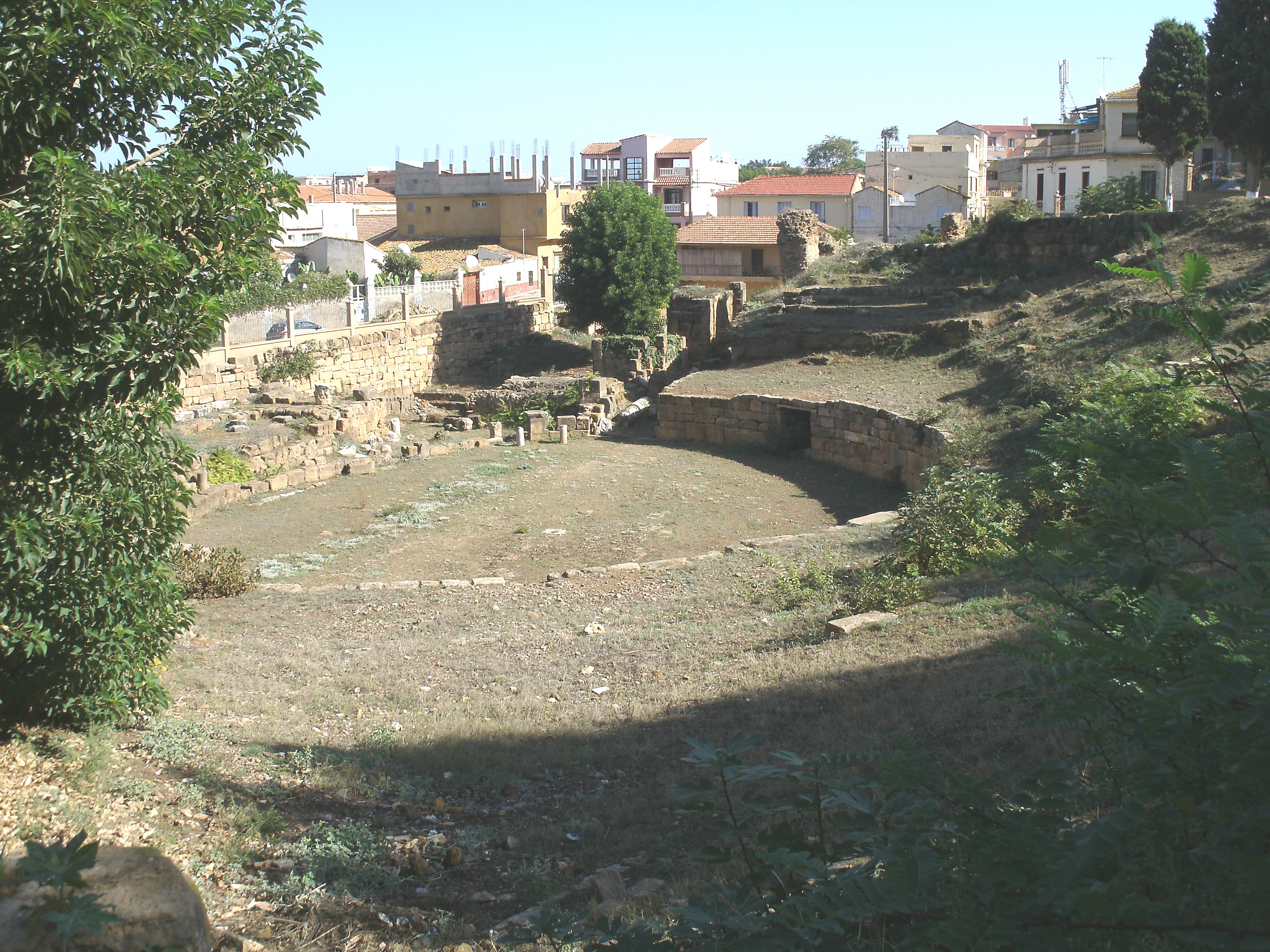
Amfitheatrum, Cherchell

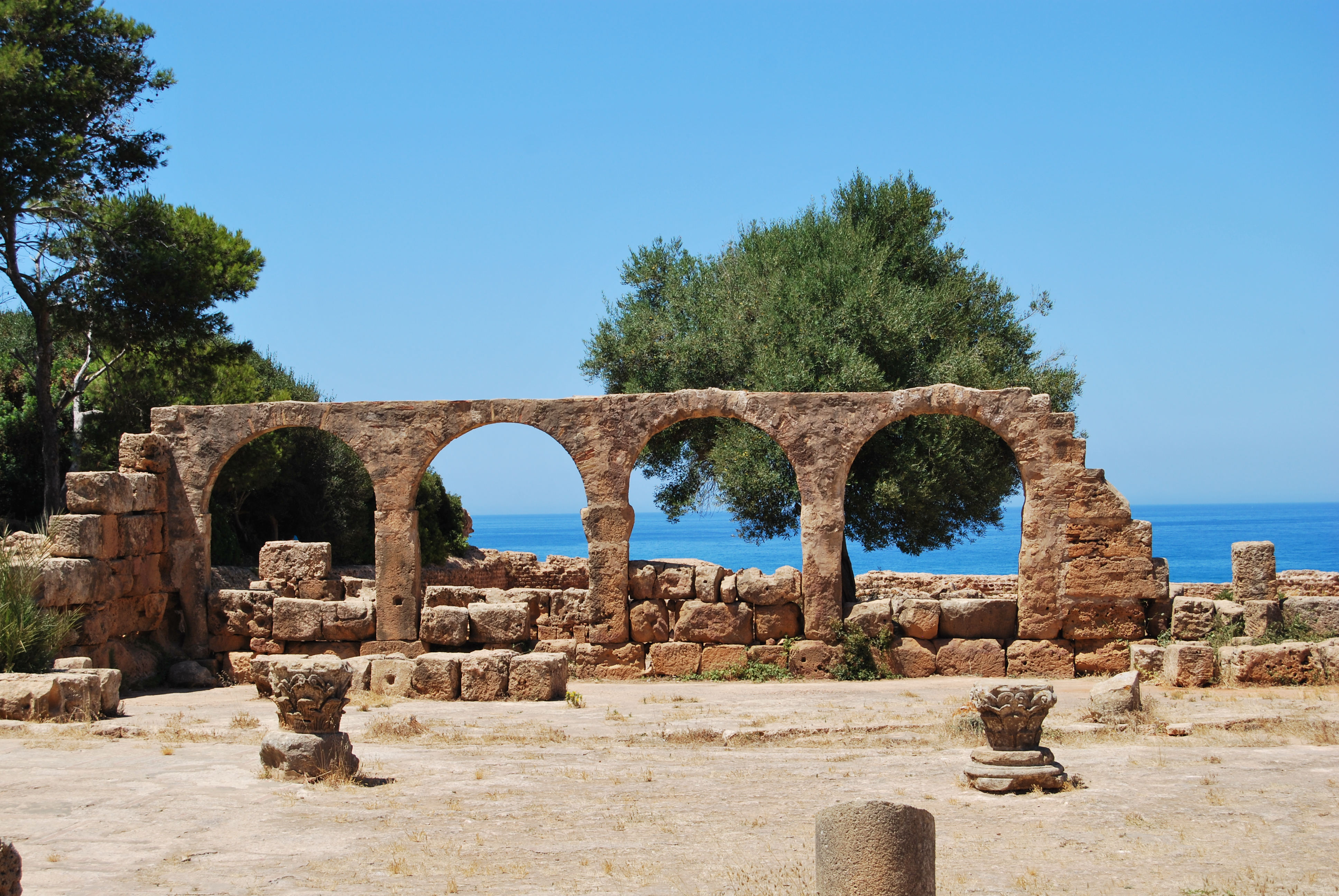
Tipáza

- Aghbal
- Ahmar El Ain
- Ain Tagourait
- Attatba
- Beni Milleuk
- Bou Ismaïl
- Bouharoun
- Bourkika
- Chaiba
- Cherchell
- Damous
- Douaouda
- Fouka
- Gouraya
- Hadjeret Ennous
- Hadjout
- Khemisti
- Larhat
- Menaceur
- Messelmoun
- Meurad
- Nador
- Sidi Amar
- Sidi Ghiles
- Sidi Rached
- Sidi Semiane
- Tipaza